# Oxford Castle
Oxford Castle er en stor normannisk borg, der delvis står som en ruin i den vestlige del af det centrale Oxford i Oxfordshire, England.
Størstedelen af den oprindelige motte and bailey-fæstning, som var opført i træ, blev erstattet med en borg i sten i slutningen af 1100-tallet eller begyndelsen af 1200-tallet. Den spillede en vigtig rolle under borgerkrigsperioden kaldet anarkiet.
I 1300-tallet mindskedes den militære værdi af borgen, og den blev primært brugt til county-administration og som fængsel.
Det overlevende rektangulære St George's Tower antages i dag at være ældre en resten af borgen, og at de i stedet har været et vagttårn i den oprindelige saksiske vestport i byen.
Størsteelen af borgen blev ødelagt under den engelske borgerkrig, og i 1700-tallet blev restne af borgens bygninger brugt som Oxfords lokale fængsel. Der blev opført et nyt fængselskompleks på stedet fra 1785 og fremefter, og det blev udvidet i 1876 som blev til HM Prison Oxford.
Fængslet lukkede i 1996 og blev ombygget til et fængsel og turistattraktioner.
De middelalderlige borgruiner inkluderer motten og St George's Tower samt en krypt, og det er en listed building af første grad og et Scheduled monument.